# 去年下雪時
《去年下雪時》（俄语：Падал прошлогодний снег）是於1983年，主要依靠黏土動畫技術而完成的一部動畫電影。導演為亞歷山大·塔塔爾斯基（Алекса́ндр Миха́йлович Тата́рский,），他依據謝爾蓋·伊凡諾夫的腳本拍攝。劇情主要描述男子出外尋找耶誕樹的起源、經過到結束。

## 劇情
主角是一位愚蠢、懶惰、貪婪、狡猾的男人，而且講話有些大舌頭，不甚清晰。幸運的是，他有著一個相當嚴格且強勢的老婆。
故事開始的時候，正是老婆派他去森林中尋找耶誕樹，來準備新年的到來。然而在他進入那座森林後，遇到許多奇怪的事情。他在虛幻的情境中迷失，並忘記自己來到森林的目的，之後又再度想起。他回到家，沒有任何斬獲。
這部片子中，分成兩個相關的故事，一個是男人的夢想，一個是在有著雞腳的屋子中不斷變化的虛幻場景。故事的第一段主要顯示出人貪婪的一面，主角在森林中看到了兔子，並幻想著自己能靠這隻被逮著的動物而致富。然而最後他嚇走了兔子，自己什麼也沒有得到。故事尾聲由幾句話結束，主要是說男人第三次又再次前往森林尋找並終於得到了聖誕樹，然而當時已經步入了春天，他不得不將耶誕樹拖回原處。

## 外部連結
- 互联网电影数据库（IMDb）上《Padal proshlogodniy sneg (去年下雪時)》的资料（英文）